# Chaozhounezen
Chaozhounezen zijn een subgroep onder de Han. Zij spreken een vorm van Chaozhouhua en komen oorspronkelijk uit gebied Chaoshan uit het oosten van Guangdong of Kanton. De meeste Chaozhounezen wonen in Chaozhou, Shantou, Jieyang, Kowloon, het eiland van Hongkong, het 13e arrondissement van Parijs, de wijk Cholon in Ho Chi Minhstad, Bangkok, Singapore en bepaalde Chinese wijken in Maleisië. Er wordt geschat dat er tussen de 25 en 30 miljoen Chaozhounezen op de wereld zijn. De Chaozhounezen noemen elkaar Gaa Gie Nang, ga gi nang, 自己人, dat 'eigen mensen' betekent.
De Chao-opera is een vorm van opera die al meer dan 500 jaar bestaat.
De volgende mensen zijn Chaozhounees:
- Li Ka-Shing 1928
- Chua Lam 蔡澜 1941
- Adam Cheng 1947
- Da-Wen Sun 孫大文 1960
- Michael Chang 1972
- Sammi Cheng Sau-Man 1972
- Miriam Yeung 1974
- Matthew Ko 1984

## Websites
- Gagi Nang. gearchiveerd